# Solanum plumense
Solanum plumense är en potatisväxtart som beskrevs av Merritt Lyndon Fernald. Solanum plumense ingår i släktet skattor som ingår i familjen potatisväxter. Inga underarter finns listade i Catalogue of Life.